# Гордин, Александр Яковлевич
Алекса́ндр Яковлевич Гордин (род. 7 июля 1941, Ленинград, СССР) — советский и российский художник, член Санкт-Петербургского Союза художников (до 1992 года — Ленинградской организации Союза художников РСФСР).

## Биография
В 1965 году закончил Ленинградский технологический институт целлюлозно-бумажной промышленности.
Выставляться начал с 1977 года. В 1981 году вступил в Союз художников СССР. Принимал участие в многочисленных выставках в СССР, в России, Бельгии, Голландии, Франции, Финляндии, Японии, Германии.
Работы автора представлены в собраниях Художественного фонда Москвы, музеев Екатеринбурга, Загорска, а также в многочисленных частных коллекциях.

## Основные работы
- Станция метро «Обводный канал» — панно 470 м² — художественная ретро-фантазия на тему Обводного канала.
- Усыпальница семьи Григорович на Никольском кладбище Александро-Невской лавры — реставрация
- Санаторий «Репино» — «Оранж-клуб» («Бутик-отель»)
- Гостиница «Оренбург-нефть» г. Оренбург
- Пансионат «Русь» г. Оренбург
- Санкт-Петербургская медицинская академия последипломного образования — витраж
- Ресторан «Погреба монаха»
- Ресторан «Хурма»
- ТРК «Меркурий» — «Аis-кафе»
- Металлодекор в интерьере Стоматологической поликлиники № 1 на Невском проспекте.

## Награды
- Дипломант выставки в Эрфурте (Германия, 1982 г.)
- Диплом выставки «Петербург-99» (ЦВЗ «Манеж», 1999 г.)
- Победитель конкурса на лучший проект памятника посвященного 300-летию Санкт-Петербурга (2001 г.)
- Диплом выставки «За смелую фантазию в интерьере» (ЦВЗ «Манеж», 2001 г.)
- Диплом выставки «За светлые образы в стекле и металле»(ЦВЗ «Манеж», 2002 г.)
- Диплом за 1 место в конкурсе «Цветочная вертикаль города»(«Ленэкспо», 2007 г.)